# トーニャ・バービーク
トーニャ・バービーク（Tonya Verbeek、1977年8月14日 - ）は、カナダの女子レスリング選手。オンタリオ州グリムスビー出身。2004年アテネオリンピック、2012年ロンドンオリンピックレスリング55kg級の銀メダリストである。オリンピックではいずれも吉田沙保里に敗れている。

## 実績
- オリンピック
  - 2004年アテネオリンピック　銀メダル
  - 2008年北京オリンピック　銅メダル
  - 2012年ロンドンオリンピック　銀メダル
- 世界選手権
  - 2005年　3位